# الأقواس (بلنسية)
الأقواس (بالإسبانية: Alaquàs)‏ (نقحرة: ألاكواس) هي بلدية تقع شرق إسبانيا. يقدر عدد سكانها بـ 30,297 نسمة ومساحتها 3.9 كم2 وترتفع عن سطح البحر 42 متر.

## المناخ
يظهر الجدول التالي التغييرات المناخية على مدار السنة لالأقواس:
| البيانات المناخية لـألاكواس                           | البيانات المناخية لـألاكواس | البيانات المناخية لـألاكواس | البيانات المناخية لـألاكواس | البيانات المناخية لـألاكواس | البيانات المناخية لـألاكواس | البيانات المناخية لـألاكواس | البيانات المناخية لـألاكواس | البيانات المناخية لـألاكواس | البيانات المناخية لـألاكواس | البيانات المناخية لـألاكواس | البيانات المناخية لـألاكواس | البيانات المناخية لـألاكواس | البيانات المناخية لـألاكواس |
| الشهر                                                 | يناير                       | فبراير                      | مارس                        | أبريل                       | مايو                        | يونيو                       | يوليو                       | أغسطس                       | سبتمبر                      | أكتوبر                      | نوفمبر                      | ديسمبر                      | المعدل السنوي               |
| ----------------------------------------------------- | --------------------------- | --------------------------- | --------------------------- | --------------------------- | --------------------------- | --------------------------- | --------------------------- | --------------------------- | --------------------------- | --------------------------- | --------------------------- | --------------------------- | --------------------------- |
| متوسط درجة الحرارة الكبرى °م (°ف)                     | 14.0 (57.2)                 | 15.9 (60.6)                 | 18.5 (65.3)                 | 19.8 (67.6)                 | 22.6 (72.7)                 | 26.1 (79.0)                 | 28.5 (83.3)                 | 28.9 (84.0)                 | 26.6 (79.9)                 | 22.7 (72.9)                 | 18.6 (65.5)                 | 15.3 (59.5)                 | 21.5 (70.7)                 |
| المتوسط اليومي °م (°ف)                                | 9.8 (49.6)                  | 10.8 (51.4)                 | 13.1 (55.6)                 | 15.0 (59.0)                 | 18.0 (64.4)                 | 21.2 (70.2)                 | 24.0 (75.2)                 | 24.7 (76.5)                 | 22.3 (72.1)                 | 18.1 (64.6)                 | 14.0 (57.2)                 | 10.8 (51.4)                 | 16.8 (62.2)                 |
| متوسط درجة الحرارة الصغرى °م (°ف)                     | 5.6 (42.1)                  | 5.7 (42.3)                  | 7.8 (46.0)                  | 10.1 (50.2)                 | 13.3 (55.9)                 | 16.3 (61.3)                 | 19.6 (67.3)                 | 20.6 (69.1)                 | 18.1 (64.6)                 | 13.6 (56.5)                 | 9.5 (49.1)                  | 6.3 (43.3)                  | 12.2 (54.0)                 |
| الهطول مم (إنش)                                       | 23 (0.9)                    | 31 (1.2)                    | 29 (1.1)                    | 30 (1.2)                    | 39 (1.5)                    | 27 (1.1)                    | 6 (0.2)                     | 28 (1.1)                    | 49 (1.9)                    | 83 (3.3)                    | 40 (1.6)                    | 47 (1.9)                    | 432 (17.0)                  |
| المصدر: Sistema de Clasificación Bioclimática Mundial |                             |                             |                             |                             |                             |                             |                             |                             |                             |                             |                             |                             |                             |

## توأمة
لالأقواس اتفاقيات توأمة مع كل من:
- كريمونا
- لانخارون

## أعلام
- ميغيل بالادو